# Jeret Peterson
Jeret Peterson (n. 12 decembrie 1981, Boise, Idaho, SUA – d. 25 iulie 2011, Salt Lake City, Utah, SUA) a fost un sportiv ce a reprezentat Statele Unite ale Americii, medaliat olimpic. A participat la 3 ediții ale Jocurilor Olimpice (2002, 2006, 2010) în care a câștigat o medalie de argint.